# Fratelli unici

Fratelli unici est une comédie sortie en 2014 écrite et mise en scène par Alessio Maria Federici et mettant en vedette Raoul Bova, Luca Argentero, Carolina Crescentini et Miriam Leone,,.

## Synopsis
Pietro, la quarantaine, est un chirurgien reconnu. Victime d'un grave accident, il est frappé par une amnésie presque totale : il ne se souvient de rien, ni de son ex-femme, de sa fille ou de son frère. Ce dernier prend soin de lui malgré son comportement digne d'un enfant de 4 ans et essaie de lui faire redécouvrir le monde.

## Fiche technique
- Titre original : Fratelli unici
- Réalisation : Alessio Maria Federici
- Scénario : Luca Miniero, Elena Bucaccio
- Musique : Umberto Scipione
- Photographie : Paolo Carnera
- Producteur : Luca Bernabei
- Distribution : 01 Distribution
- Genre : Comédie
- Sortie : 2 octobre 2014

## Distribution
- Raoul Bova : Pietro
- Luca Argentero : Francesco
- Carolina Crescentini : Giulia
- Miriam Leone  : Sofia
- Sergio Assise : Gustavo
- Eleonora Gaggero : Stella
- Michela Andreozzi : le juge
- Augusto Zucchi : le directeur